# Oshare kei
Oshare kei (яп. お洒落系 Осярэ кэй - слащавый, фешенебельный, элегантный) — поджанр visual kei, в отличие от большинства исполнителей визуальной сцены, отражающий яркие и положительные аспекты в жизни и музыке.

## История и развитие

### Яркие цвета и поп-рок
Вероятно, первой группой, относившей себя к осярэ, были baroque, основанные в 2001 году. Но особый толчок этому жанру дала группа An Cafe. Пионерами стиля были также Kra, Charlotte, которые окончательно сформировали образ жанра.
Осярэ кэй стал мейнстримовым жанром относительно недавно, но группы этого жанра уже заработали огромную популярность в Японии, где собирают до 14 000 поклонников на концертах. Также в конце 2000-х осярэ группы стали популярны за рубежом, в том числе и в России, где в 2009 году группа An Cafe была первой вижуал кей группой, давшей концерт.
Пионеры направления в большинстве случаев испытывали влияние поп-музыки — An Cafe играли поп-рок, а Kra смешивала пауэр-поп с кантри и джазовыми элементами. Во внешнем облике они придерживались более повседневного и обычного стиля в одежде, но при этом он был намного ярче в цветовом плане. An Cafe первыми начали культивировать яркий и ребяческий образ, вследствие чего участники группы были похожи на девочек, а осярэ группа Charlotte носили «невинную» школьную форму.

### Утяжеление и хард-рок
Постепенно в середине 2000-х начинается тенденция к утяжелению осярэ кэй, она приходит с такими группами как Ayabie, LM.C, SuG и Lolita23q. Lolita23q вносили элементы осярэ кэй в альтернативный метал, а Sug экспериментировали с хардкором и металом. Появилась традиция создавать тяжёлые и ритмичные композиции параллельно лёгким и позитивным, особенно это заметно у групп Irokui. и Aicle..
В конце 2000-х осярэ-группы начинают увеличивать сложность композиций и смелее экспериментировать в своём творчестве с жанрами. осярэ группы Zoro и Aicle. сформировавшиеся в 2007 году и в 2006 соответственно, ставят упор на сложность гитарных партий, а группы SuG и xTRIPx делают своё звучание более современным, смешивая рок-звучание с RnB, драм эн бейсом и другой электронной музыкой. Появившаяся в 2009 году группа ViViD вообще в своём творчестве отталкивается от известных рок-гитаристов.

## Музыка, внешний вид и лирика
Корни осярэ кэй находятся в вижуал кэе, и представляет собой микс из хард-рока и панка свойственные для вижуал групп. В большинстве случаев группы играют позитивную и яркую рок-музыку, добавляя в неё также элементы танцевальной музыки, техно, и джазовые влияния.
В отличие от стандартного visual kei, внешний вид осярэ базируется на позитивных моментах жизни и оптимизме. Наиболее часто используемые цвета — белый, розовый, жёлтый и голубой. Всё это вместе с броским и ярким макияжем сильно контрастирует с образом таких направлений вижуал-кэя как котэ и нагоя. Основной базой для создания костюмов, используется стиль Fruits и другая японская уличная мода.
Часто участники в группе распределены по ролям — один участник активно ведёт себя на сцене и носит ребяческий и женственный образ, другой, наоборот, создаёт мрачный образ. Примером может служить группа An Cafe, где Бо и после его ухода, Мику, отыгрывали первый образ, а бас-гитарист Канон — второй.

### Лирика
Лирика также в основном позитивна. Тематика песен может касаться любви и оптимизма как у An Cafe и Serial=Namber, гротеска Aicle. или же вечеринок у SuG. Определённое место в лирике занимает индивидуальность и свобода пришедшие в жанр из рок-музыки.

Этот мир связан с голубым небом и все живы

Даже если ты далеко, даже если ты отдалён, ты не один

Если вы не видете завтра из-за неопределенности и, когда вы теряете уверенность в себе

Саа все будем петь заклинание Kiteretsu. An Cafe — Nyappy in the world c альбома Shikisai Moment 2005 года
Посмотрите вокруг себя в этом аквариуме

Там нет насмешки, но там также нет кислорода

Разделять чувства нелегко

Посмотрите на это:

"Моя голова смешной формы. "

Поймайте пузыри … дышите глубоко

Рыбки раздражают вас, не можете видеть сквозь туман

Это мило, но:

«Моя голова тяжелая, вот почему, я тону». Aicle. — Hammerhead, с сингла Chikyuugi 2009 года.

## Список наиболее известных групп
- Aicle.
- An Cafe
- ayabie
- baroque
- Canzel
- Charlotte
- Irokui.
- Kra
- Lolita23q
- Megamasso
- SuG
- v(NEU)
- ViViD
- xTRiPx
- Zoro